# エンターテインメント・ビルディング
エンターテインメント・ビルディング（英語：Entertainment Building、中国語（繁体字）：娯樂行）とは、香港の香港島北部、中環（Central）地区に位置する超高層ビルである。

## 概要
エンターテインメント・ビルディングは中環の蘭桂坊（Lan Kwai Fong）近くに建設された、高さ186mで地上32階建ての超高層ビルである。1993年に完成し、同年の香港建築師学会（The Hong Kong Institute of Architects）最優秀設計銀賞を受賞している。
主にテナントオフィスビルとして利用され、低層部にはショッピングモールやレストラン街が併設されている。
パーマー&ターナー（Palmer & Turner）事務所により設計されたエンターテインメント・ビルディングは、ネオ・ゴシック様式とポスト・モダン様式を混ぜ合わせた様な建築であるが、南側高層部の壁面には一切窓が設置されていないなど特殊な形態を持つ建物である。この様子はビクトリアピーク（山頂：Peak）からも伺う事ができる。

## 周辺施設
- 中環駅 (港島線・荃湾線)
- 香港駅（機場快線・東涌線）
- 国際金融中心（International Financial Centre）
- 恒生銀行総行（Hang Seng Bank Headquarters）
- 置地広場（The Landmark）
- 遮打大厦（中国語版）（Chater House）
- 環球大厦（中国語版）（World Wide House）
- 蘭桂坊（中国語版）（Lan Kwai Fong）

## 交通
- 香港MTR・中環駅より徒歩約5分程度
- 香港MTR・香港駅より徒歩約10分程度
- その他バス（巴士）、ミニバス（小巴）、路面電車（電車）など利用